# Oroszországi Köztársaság
Az Oroszországi Köztársaság (oroszul: Российская республика) nevű rövid életű államalakulatot az orosz Ideiglenes Kormány 1917. szeptember 1-jén/szeptember 14-én kiáltotta ki.

## Története
Alig hat héttel később, 1917. október 25/november 7-én győzött az októberi forradalom és a bolsevikok vették át a hatalmat. Ennek ellenére az Ideiglenes Kormány által előkészített választásokat az Alkotmányozó Nemzetgyűlés összehívására november közepétől – egyes körzetekben egészen januárig elhúzódott a szavazás – számos helyen megtartották. A választásokon a részvétel későbbi kutatások szerint 50–60% körül lehetett. Az Alkotmányozó Nemzetgyűlést 1918 január 18-ára összehívták, és azon kikiáltották az Orosz Demokratikus Szövetségi Köztársaság létrehozását. A bolsevikok azonban másnap feloszlatták a nemzetgyűlést és ezzel ez a demokratikus kísérlet véget ért. Folytatódott az oroszországi polgárháború, egészen 1922-ig.
A III. Összoroszországi Szovjetkongresszus 1918. január 25-én az ország hivatalos elnevezését Oroszországi Szovjetköztársaságra változtatta. 1918. július 10-én pedig végül az Oroszországi Szovjet Szövetségi Szocialista Köztársaság (OSZSZSZK) elnevezést határozták meg.